# Die Gorillas
Die Gorillas ist ein Improvisationstheater-Ensemble aus Berlin.  Das Ensemble feierte im Jahr 2022 sein 25-jähriges Jubiläum. Es wurde 1997 gegründet und besteht aus 13 Personen (zehn Schauspieler und Schauspielerinnen sowie drei Musiker). Neben mehreren regelmäßigen wöchentlichen Spielterminen betreiben Die Gorillas eine Improschule, veranstalten jährlich ein internationales Festival für Improvisationstheater, arbeiten als Coaches in Unternehmen und treten auf Firmenfeiern und Events auf.

## Geschichte
Gegründet wurde das Berliner Improvisationstheater "Die Gorillas" (damals noch Gorilla Theater) von Thomas Chemnitz, Leon Düvel, Regina Fabian, Tom Jahn, Christoph Jungmann, Ramona Krönke, Robert Munzinger, Norbert Riechmann und Michael Wolf. Der Name Gorillas geht auf die ursprünglich ausschließlich von dem Ensemble gespielte Improvisations-Form Gorilla Theater von Theatersport-Erfinder Keith Johnstone zurück, bei der einer der Akteure das Geschehen als Regisseur an der Seite begleitet.
Die erste öffentliche Aufführung fand im Mai 1997 im Kreuzberger Ratibor Theater statt, es ist auch heute noch das Stammhaus des Ensembles. Die Gründungsmitglieder waren zunächst alle ebenfalls Mitglieder des Ensembles Theatersport Berlin (inzwischen sind die Gruppen personell getrennt). Im Laufe der ersten beiden Jahre stießen Billa Christe, Barbara Klehr und Rudy Redl zu den Gorillas hinzu. In dieser Ensemble-Formation (mit immer wechselnder Besetzung bei den Auftritten) spielten die Gorillas bis ins Jahr 2008. Ab diesem Jahr bildeten die Gimmicks für etwa zwei Jahre die Nachwuchsgruppe der Gorillas, somit ergänzten Björn Harras und Luise Schnittert sowie der Musiker Felix Raffel das Ensemble. Billa Christe und Luise Schnittert verließen im Sommer 2021 ebendieses Ensemble.

## Mitglieder
Thomas Chemnitz, Leon Düvel, Regina Fabian, Björn Harras, Tom Jahn, Christoph Jungmann, Barbara Klehr, Ramona Krönke, Robert Munzinger, Felix Raffel, Rudy Redl, Norbert Riechmann, Michael Wolf

## Aufführungen

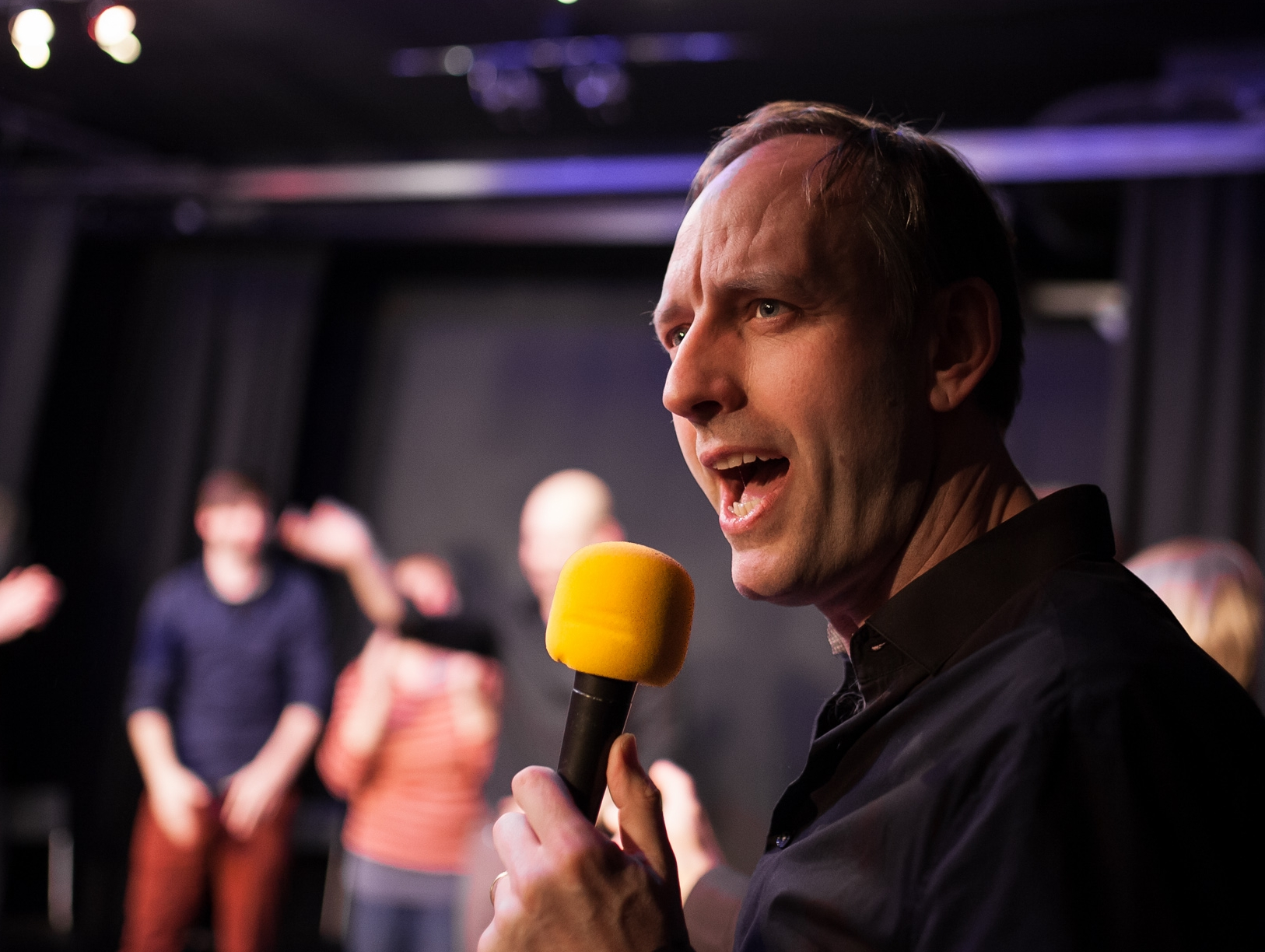
Gorilla Leon Düvel moderiert eine Impro-Show im Ratibor Theater.

Im Laufe der Jahre entwickelten Die Gorillas zahlreiche abendfüllende Showformate und präsentieren inzwischen jährlich im Herbst Neuentwicklungen, die auf den Prinzipien des Improvisationstheaters beruhen. Dabei spielt die Beteiligung des Publikums an der Aufführung eine zentrale Rolle. Die Interaktion reicht vom Einholen eines einzelnen Vorschlags als Inspiration für die Show bis hin zur aktiven Einbindung von Zuschauern auf der Bühne, die jedoch stets freiwillig und zeitlich beschränkt erfolgt. Die Produktionen umfassen sowohl Darbietungen mit hauptsächlich kurzen, unterhaltsamen Szenen in Szenarios mit starkem Show-Charakter als auch klassischere, theatrale Formate, in denen das Ensemble längere Geschichten aus dem Moment heraus entwickelt.

## Aktuelle Produktionen
- Gurke oder Banane
- Das große 7
- Ick & Berlin
- 4 Wände
- Die Gorillas im Schleudergang
- Gute Wahl
- Barbaras Bar
- Bring Dein Ding
- Ein Anfang und zwei Enden
- Das Duell
- Plattenbau Alexanderplatz
- Die Pediküre  – keine Oper von Wagner
- Die Ganz Große Geschichte
- Hello Cello
- Der improvisierte Jahresrückblick (Berlin und Potsdam)

Kooperationsprojekt:
- Die Gesellschaftsbühne

## Auftrittsorte

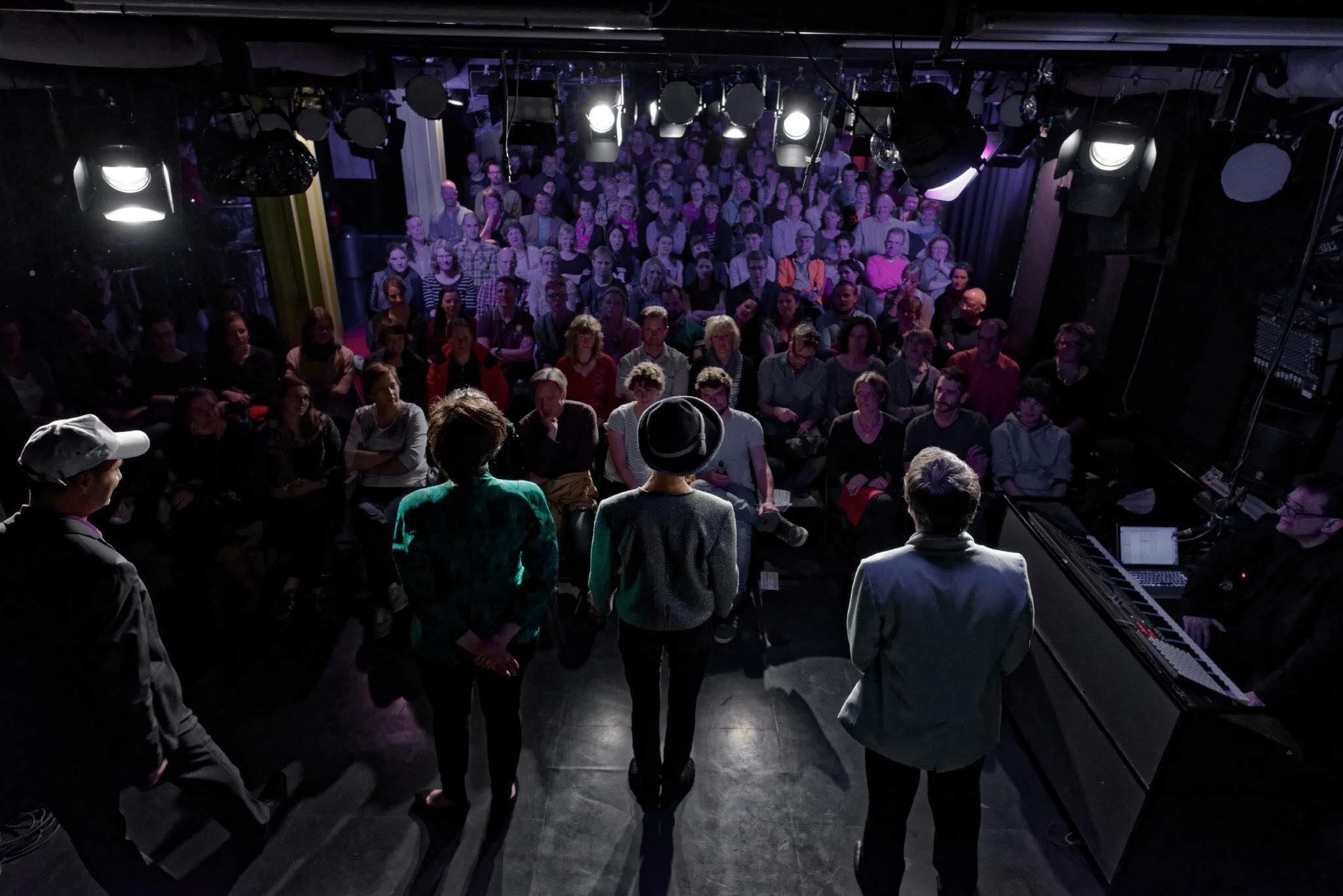
Blick von der Bühne des Ratibor Theaters während einer Gorilla-Aufführung.

Die Gorillas spielen seit ihrer Gründung im Ratibor Theater. In den Jahren 1999 bis 2015 gastierten sie regelmäßig dienstags im Jazzclub Schlot (1999–2000 Kastanienallee/Prenzlauer Berg, ab 2000 Schlegelstraße/Mitte). Inzwischen spielen die Gorillas drei- bis fünfmal wöchentlich in ihrem Kreuzberger Stammhaus, dem Ratibor Theater. Darüber hinaus spielen sie am Ende des Jahres regelmäßig einen improvisierten Jahresrückblick im Heimathafen Neukölln und gastieren einmal monatlich im Waschhaus Potsdam. Seit dem Jahr 2023 gastiert das Ensemble mit neuen Improformaten im "Luftschloss" (Atze Berlin Musiktheater) im Tempelhofer Feld. Im Rahmen des internationalen Festivals der Gorillas wird regelmäßig auch das English Theatre Berlin | IPAC sowie das Mehringhoftheater bespielt.
Jährlich besuchen etwa 25.000 Zuschauer die Vorstellungen der Gorillas.

## Improschule
In der Improschule unterrichten Ensemblemitglieder der Gorillas sowie ausgewählte Gastlehrer sowie Gastlehrerinnen seit 1998 die Grundlagen des Improvisationstheaters für interessierte Amateure und Theaterschaffende. Die Schule erreicht sowohl Jugendliche als auch Erwachsene unterschiedlichster Berufsgruppen. Die fortlaufenden Kurse finden vormittags beziehungsweise abends statt und reichen über ein ansteigendes Levelsystem von Schnupperwochenenden bis hin zu Weiterbildungen für erfahrene Improvisationsspieler. Neben der Anwendung auf der Bühne sind die Kurse auch auf die Verbesserung der Kommunikationsfähigkeit sowie Flexibilität und Kreativität der Teilnehmer ausgelegt. Die Kurse werden vornehmlich in deutscher Sprache, teilweise aber auch auf Englisch angeboten, und finden größtenteils in den Räumen der Schauspielschule ETI in Berlin-Mitte statt.

## Business-Theater
Die Unmittelbarkeit und strukturelle Offenheit des Improvisationstheaters nutzt das Ensemble auch in stärker themengebundenen Kontexten, wie sie sich in Unternehmen mit spezifischen Arbeitswelten häufig finden. In Auftritten bei z. B. Konferenzen oder Firmenfeiern können mit den Techniken des Improvisationstheaters Themen und Inhalte der Veranstaltung bzw. des Unternehmens konkret in die Auftritte einbezogen werden. Darüber hinaus können Führungskräfte und Mitarbeiter in Trainings die Methoden des Improvisationstheaters nutzen lernen. In diesem Einsatzbereich vermitteln Die Gorillas vor allem Tools zur besseren Kommunikation sowie Flexibilität und Kooperationsbereitschaft.

## IMPRO Festival

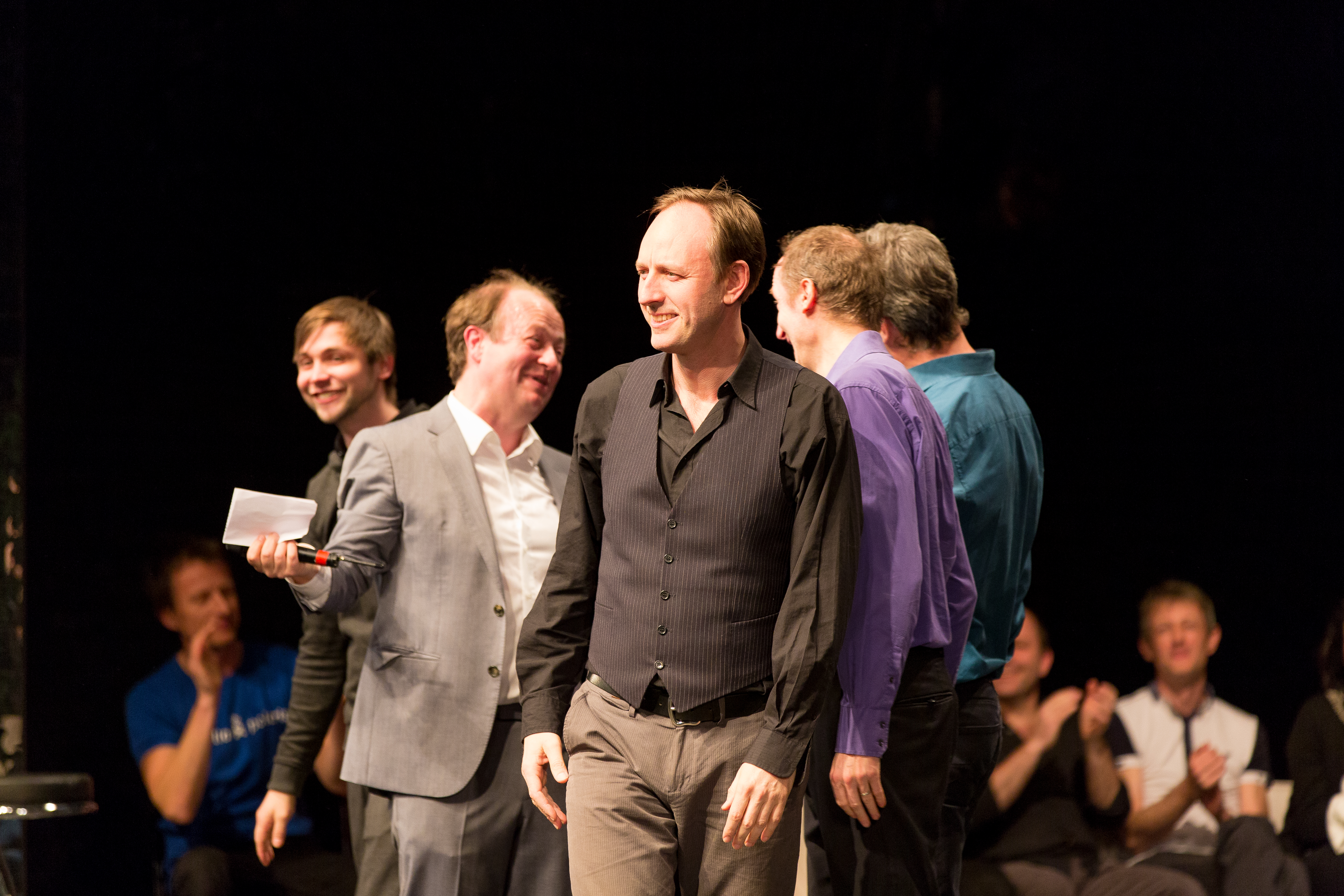
Mehrere Gorilla-Mitglieder eröffnen die „IMPRO 2014“ in der „Komödie“ am Kurfürstendamm.

Die Gorillas veranstalten jährlich im März ein einwöchiges internationales Festival für Improvisationstheater, die „IMPRO“[6]. Das Interesse am internationalen Austausch sowie der Weiterentwicklung des Genres begründete den Start dieser Veranstaltungsreihe im Jahr 2001[7][8]. Zu jedem Festival werden ca. 20 Künstler aus aller Welt nach Berlin eingeladen und spielen gemeinsam mit dem gastgebenden Ensemble in etwa 15 Shows auf verschiedenen Bühnen der Stadt[9][10]. Das Festival bietet Raum für gemeinsames Kreieren im Moment über Länder- und Sprachgrenzen hinweg. Die Philosophie des Improvisationstheaters, in der die Akzeptanz des anderen als Grundlage des gemeinsamen künstlerischen Wirkens verankert ist, fördert innerhalb des Festivals das interkulturelle Verständnis. Dieses findet nicht nur zwischen den Künstlern, sondern durch die interaktive Gestaltung der Szenen und Geschichten auch mit dem Publikum statt.

## Internationaler Austausch
Die Gorillas werden selbst regelmäßig auf nationale und internationale Festivals eingeladen, so waren sie unter anderem in Valongo (Portugal), Seattle (USA), Wien (Österreich), Winterthur (Schweiz), Victoria (Kanada), Ljubljana (Slowenien), Tczew (Polen), Brüssel (Belgien), Oslo (Norwegen), Sankt Petersburg (Russland), Chicago (USA), Toronto (Kanada), Graz (Österreich), Sarnen (Schweiz), St. Gallen (Schweiz), Prag (Tschechien), Strasbourg (Frankreich), Mailand (Italien) zu sehen.
Langjährige Zusammenarbeit besteht mit vielen internationalen Ensembles und Impro-Spielern, unter anderen den Crumbs (Winnipeg), Randy Dixon (Seattle) sowie dem Theater im Bahnhof (Graz).
Im Rahmen des Grundtvig-Programms für Lebenslanges Lernen kooperierten die Gorillas 2011 mit Theatergruppen aus den Niederlanden, Frankreich und Schweden für das soziokulturelle Projekt „Philtre“.
Von 2013 bis 2015 produzierten die Gorillas als Projekt-Organisator zusammen mit vier anderen europäischen Theatern den auf Improvisation basierenden Episodenfilm "Should I stay or should I go?"[20], von 2016–2018 wurde „Our Lives“ verwirklicht, das Künstler aus alles 28 EU-Ländern zusammenführte, im Jahr 2022 startete das Projekt „Along the Walk“, das im Frühjahr 2024 mit einer Abschluss Konferenz erfolgreich beendet wurde. Alle Projekte wurden durch verschiedene Programme der EU gefördert.

## Weitere Projekte
- TuSch (Theater und Schule)[15]
- So ein Theater[16]
- Gedenkveranstaltung anlässlich 70 Jahre "Reichspogromnacht" 09. November 1938 im Bayerischen Viertel in Kooperation mit dem Kunstamt Berlin-Schöneberg (November 2008)
- Veranstalter der Deutschen Meisterschaft für Improtheater 2009[17]
- JuST (Jugendliche mit einem krebskranken Elternteil spielen Theater)
- Improvisierte Hörfunkreihe im Kulturradio
- Improv in Therapy

Kooperationsprojekt
- „Gorillas meets Thikwa“ – Kooperationsprojekt mit dem Inklusionstheater Thikwa
- Along the Walk – Teilnahme am EU-Projekt[18]

Ausrichter
- Mitausrichtung der Theatersport-WM im Rahmen des Kunst- und Kulturprogramms der Bundesregierung zur FIFA-WM 2006[19]
- Theatersport EM (im Rahmen der UEFA EURO 2024 Teil des offiziellen Kunst- und Kulturprogramms)